# Torre Gobernación
La Torre Gobernación es un edificio ubicado en la ciudad de San Salvador, El Salvador, específicamente sobre la 9ª Calle Poniente. Alberga las oficinas del Ministerio de Gobernación de El Salvador, que es una cartera de estado del Gobierno salvadoreño.

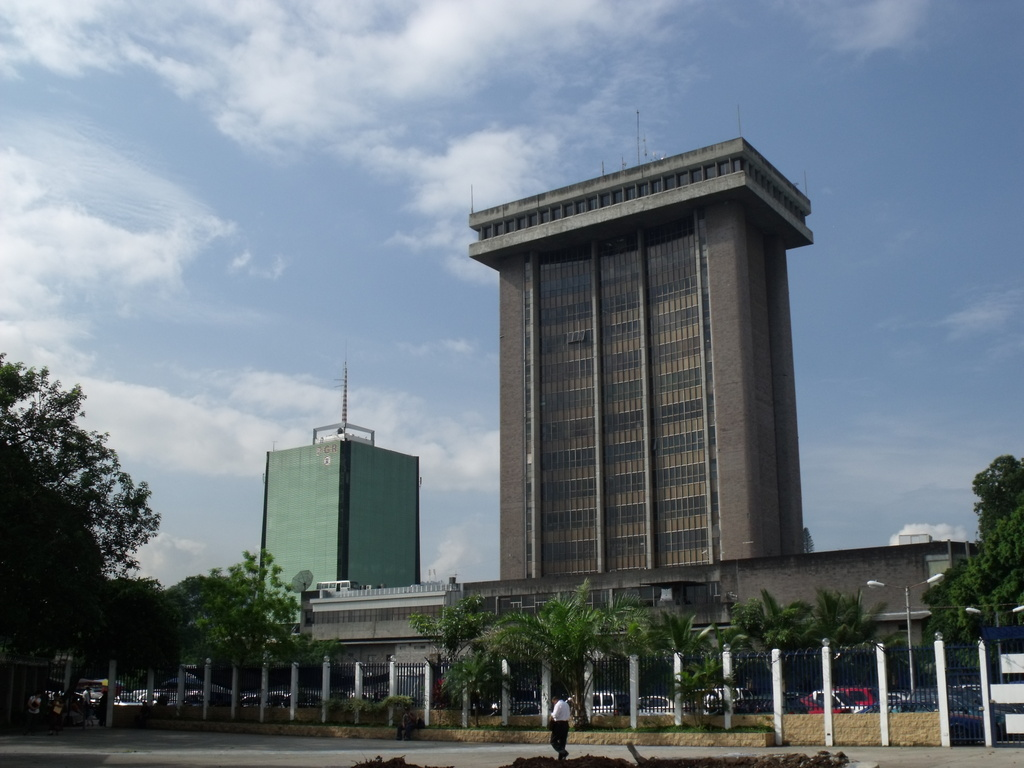
Torre Ministerio de Gobernación con 65 m de altura.

## Descripción de la obra
La torre fue diseñada por el arquitecto salvadoreño Manuel Roberto Meléndez Bischitz. La obra inició en el periodo del coronel Arturo Armando Molina y entró en funcionamiento durante el mandato del presidente Carlos Humberto Romero en 1980, como oficinas gubernamentales variadas y no de una sola cartera de estado.
En el año 1999, el presidente Francisco Flores decidió destinar la torre únicamente al Ministerio de Gobernación, decisión que se ha mantenido hasta la fecha.

### Detalles
- Ubicación: 9ª Calle Poniente Centro de Gobierno
- Pisos: 14 sobre tierra
- pisos: 3 subterráneo
- Altura: 65 m (213.25 pies)
- Fecha de inicio: finales de 1976
- Fecha de entrega: principios de 1980
- Instalaciones: Alberga las oficinas del Ministerio de Gobernación de El Salvador

## Anexos
- Anexo:Edificios de El Salvador
- Anexo:Edificios más altos de Centroamérica